# Symphitopsyche alluaudina
Symphitopsyche alluaudina är en nattsländeart som först beskrevs av Longinos Navás 1931. 
Symphitopsyche alluaudina ingår i släktet Symphitopsyche och familjen ryssjenattsländor. Inga underarter finns listade i Catalogue of Life.